# Stazione di Montmelò
La stazione di Montmeló è una stazione ferroviaria situata nel comune di Montmeló, nella provincia di Barcellona, in Catalogna.
Offre un servizio di treni a media percorrenza, e fa parte della Linea R2 e della Linea R8 della Cercanías di Barcellona.
La stazione fu inaugurata il 22 luglio del 1854 con la línea Barcellona-Granollers.